# 人間ドック
人間ドック（にんげんドック、英: complete medical checkup, complete physical checkup, complete physical examination）とは、予防医学の観点から、自覚症状の有無に関係なく定期的に病院・診療所に赴き、身体の各部位の精密検査を受け、普段気づきにくい疾患、 臓器の異常、 健康度などをチェックする健康診断である。生活習慣病予防健診、労働安全衛生法による健康診断の一種。
「ドック」は船渠（せんきょ、船を修理・点検するための設備）を意味する英語: dockに由来するため、「人間ドッグ」（英語: dog、犬の意）は誤表記である。また、英語のdockに健康診断の意味はなく、人間ドックは和製英語である。
日本の医療制度では、人間ドックは医療保険の対象ではないが、加入している健康保険組合によっては健康保険法第150条による保健事業として実施している場合もあり、年齢などの条件（35歳あるいは40歳以上）を満たせば一定額の補助が出る。

## 特徴
データを元に医師の問診、診察を受け、生活習慣病の予防や治療、その他の健康問題について助言、指導を受ける。概ね、人間ドックの専門病院、専門診療所で受けるのが通例である。検査の一部には、前日の夕食時あたりから絶飲食など事前の準備が必要なものもあり、確認が必要である。また、検査によってはその日のうちに結果が判明しないものもある。
オプションで追加した検査項目により、検査時間も増加する。半日の日帰りで済むものから、1日もしくは2日というコースが一般的である。2日間の場合は、2日続きで通うというわけではなく、病院側で宿泊も手配する。なかには5日、1週間というコースを設けている診療機関もある。
人間ドックで異常が見つかりやすい項目は、肝機能障害、高コレステロール、肥満、腎・膀胱疾患、高中性脂肪などである。
脳の認知機能やホルモンバランスなど、加齢に伴い衰弱する傾向にある項目を重点的に検査する人間ドックのことを、特にアンチエイジング・ドック（抗加齢ドック）と呼ぶこともある。

## 歴史
日本で本格的に「病人ではなく健康に関心のある人」を対象とした検診の仕組みが始まったのは、1954年春に国立東京第一病院（現在の国立国際医療研究センター病院）が始めた、6日間の入院による全診療科的内容を網羅した「短期入院総合精密身体検査」である。
なお世界的に見ると、1900年代の初め頃にはアメリカ合衆国の保険会社が行っていたとされる。1954年9月には、聖路加国際病院でも1泊2日の入院検査が開始された。初めは「短期入院精密身体検査」と堅苦しく称されていたが、人間ドックという呼び方が定着し、1950年代半ばには医療学会の論文にも登場するようになった（なお、初登場年代は不明）。
翌年1955年には、愛知県中央健康相談所で5日間の外来形式が行われた。現在の形式に近い内科的検査は、1958年に聖路加国際病院で考案され急速に全国に広まった。その後、1泊2日の形式を参考に、より簡便な1日と2日の外来形式や、充実を図った2泊3日の仕組みが考案された。
この検診の普及と共に、「老人病」や「成人病」なる言葉が生まれ注目されるようになった。
検診方法と検査項目は、技術の進歩と共に日々改良が加えられ、多様化し、発展している。

## 検査項目
日本人間ドック学会が挙げている検査項目数は40以上ある。定期的に受けることで自身の状態を把握することが重要で、検査直前に節制して一時的に数値を改善することは逆効果になりかねない。
- 身体測定
  - 身長
  - 体重
  - 体脂肪率
  - 内臓脂肪CT計測
  - 骨密度測定：特に60代以降の女性に必要。
- 心肺機能
  - 心電図
  - 血圧
  - 肺機能
  - 動脈硬化検査
- 視聴覚
  - 視力
  - 眼圧：緑内障の確認。
  - 眼底写真：動脈硬化、眼球の病気、糖尿病、肝臓病の確認。
  - 聴力
- X線検査
  - 胸部X線検査
  - 肺癌ヘリカルCT検査
  - 胃部X線検査
  - 乳がんマンモグラフィー検査
- 超音波検査
  - 腹部超音波検査
  - 乳がん超音波検査
- 食道・胃
  - 上部消化管内視鏡検査
- 血液
  - 白血球数（WBC）
  - 赤血球数（RBC）：貧血、白血病などの確認。
  - 血小板数
  - 血液型※省略可能な場合、初回のみの場合、強制の場合など医院によって異なる。
  - ヘモグロビン（血色素）量（Hb）
  - ヘマトクリット（Ht）
  - 平均赤血球容積（MCV）
  - 平均赤血球血色素量（MCH）：貧血の確認。
  - 平均赤血球血色素濃度（MCHC）：貧血の確認。
- 血清
  - HBs抗原：急性肝炎の確認。
  - RPR：梅毒の確認。
  - TPLA
  - C反応性蛋白（CRP）：感染症、腫瘍などの確認。
  - リウマトイド因子（RF）：関節リウマチ、膠原病、肝臓病、感染症などの確認。
  - ヘリコバクターピロリ菌抗体検査
  - C型肝炎ウイルス検査（HCV）
- その他血液系
  - 空腹時血糖値
  - グリコヘモグロビンA1c（HbA1c）
  - グルタミン酸オキサロ酢酸トランスアミナーゼ（アスパラギン酸アミノ基転移酵素。AST, GOT）
  - グルタミン酸ピルビン酸トランスアミナーゼ（GPT）
  - 総ビリルビン（T-Bil）
  - γ-グルタミルトランスペプチターゼ（γ-GTP）
  - クンケル
  - 乳酸脱水素酵素（LDH）
  - ALP
  - コリンエステラーゼ
  - 総蛋白（TP）
  - アルブミン
  - 蛋白分画
  - A/G比
  - 血清アミラーゼ
  - 総コレステロール（T-Cho）：動脈硬化の確認。
  - HDLコレステロール（HDL-C）
  - LDLコレステロール（LDL-C）
  - 中性脂肪（TG）：高中性脂肪血症、肥満の確認。
  - クレアチニン
  - 尿素窒素（BUN）
  - ナトリウム
  - カリウム
  - クロール（Cl）：塩酸基平衡異常の確認。
- 尿検査/便検査
  - 蛋白定量
  - 糖定量
  - ウロビリノーゲン
  - 尿潜血反応
  - 尿比重
  - 尿沈査
  - 便潜血
- 前立腺がん検査
  - 前立腺特異抗原（PSA）
- 乳房・子宮
  - 乳がん視触診検査
  - 子宮がん検査
- 凝固・線溶
  - プロトロンビン時間
  - 活性化部分トロンボプラスチン時間
  - フィブリノーゲン
  - 繊維素分解産物（FDP）
- 脳、頸動脈
  - 核磁気共鳴画像法（MRI）：核磁気共鳴による断層撮影。
  - 磁気共鳴血管画像（MRアンギオグラフィ、MRA）：MRIの原理を用いた血管撮影。動脈瘤、脳梗塞の検査。
  - PET：陽電子による断層撮影。糖代謝レベルの観察によるがん検査。
- 知能
  - 知能検査：認知障害の検査。

## 異常なしの割合・統計
2009年、人間ドックを受けた人の中で、全ての項目で「異常なし」及び「軽度異常だが心配なし」であった人は約9.5%と、10人に1人を下回ることが日本人間ドック学会の調査で判った。異常項目では高コレステロールが26.5%で最多であり、ついで肥満（26.3%）や肝機能異常（25.8%）であった。男女別では、男性は肝機能障害（31.4%）と肥満（30.9%）の割合が多く、女性では高コレステロール（26.2%）と肥満（19.1%）がその上位を占めた。